# Pălici
Pălici – wieś w Rumunii, w okręgu Buzău, w gminie Viperești. W 2011 roku liczyła 568 mieszkańców.